# Billy Fury
Billy Fury, geboren als Ronald William Wycherley (Liverpool, 17 april 1940 – Londen, 28 januari 1983), was een Britse rock-'n-rollzanger uit de Liverpoolse merseybeat-periode. Als vroege ster van zowel rock-'n-roll als films, evenaarde hij het record van 24 hits van The Beatles in de jaren 1960 en bracht hij 332 weken door in de Britse hitparade, hoewel hij nooit een single of album had dat de hitparade bereikte.

## Jeugd
Op 11-jarige leeftijd kreeg Wycherley piano-onderricht en drie jaar later kreeg hij een gitaar. Na de schoolafsluiting nam hij verscheidene gelegenheidsjobs aan, onder andere op de sleepboot Formby, waar hij door zeelui uit de Verenigde Staten de country & western-muziek kennen leerde. Hij richtte de Formby Sniffle Group op, die in plaatselijke cafés speelde.

## Carrière

### Vroege carrière
Wycherley ontmoette popmanager en impresario Larry Parnes in het Essoldo Theater in Birkenhead, in de hoop een van Parnes' protégés, zanger Marty Wilde, te interesseren voor enkele van de liedjes die hij had geschreven. In plaats daarvan plaatste Parnes, in een aflevering die sindsdien popmuzieklegende is geworden, de jonge Wycherley meteen op het podium. Hij was zo'n onmiddellijk succes dat Parnes hem contracteerde, hem aan zijn tournee toevoegde en hem omdoopte tot Billy Fury. Zijn vroege seksueel getinte en provocerende optredens werden echter afgekeurd en hij werd gedwongen ze af te zwakken. In oktober 1959 merkte het Britse muziektijdschrift NME op dat Fury's optreden op het podium veel kritiek had gekregen van de pers.
In 1959 schreef Wycherley voor Margo King het nummer Margo (Don't Go). Hij bracht in 1959 zijn eerste hit Maybe Tomorrow uit voor Decca Records. Hij verscheen ook in het op televisie uitgezonden toneelstuk Strictly for Sparrows en vervolgens in Oh Boy!. In maart 1960 bereikte hij nummer 9 in de UK Singles Chart met zijn eigen compositie Colette, gevolgd door That's Love en zijn eerste album The Sound of Fury (1960) met een jonge Joe Brown op leadgitaar, met achtergrondzang van The Four Jays. Na het behalen van meer hits en het afsplitsen van zijn band Georgie Fame & the Blue Flames, hield Parnes audities in Liverpool voor een nieuwe band. Onder degenen die auditie deden waren The Beatles, die zichzelf op dat moment nog steeds de Silver Beatles noemden. Ze kregen de baan aangeboden voor £ 20 per week op voorwaarde dat ze hun bassist Stuart Sutcliffe zouden ontslaan. John Lennon weigerde en de band vertrok nadat Lennon de handtekening van Fury had gekregen. The Tornados werden gerekruteerd als Fury's begeleidingsband en toerden en namen met hem op van januari 1962 tot augustus 1963. The Puppets was een andere band die Fury 12 maanden begeleidde bij een paar optredens.

### Britse hitlijst en filmsucces
Fury concentreerde zich minder op rock-'n-roll en meer op mainstream ballads, zoals Halfway to Paradise en Jealousy (die respectievelijk nummer 3 en nummer 2 in de UK Singles Chart bereikten in 1961). Het was Decca's beslissing om Fury om te vormen tot een tieneridool nadat zijn laatste zelfgeschreven nummer My Christmas Prayer niet in de hitlijsten was terechtgekomen. De jaren 1961 tot en met 1963 waren in de hitlijst de beste jaren van Fury. In 1962 verscheen hij in zijn eerste film Play It Cool naar het voorbeeld van de Elvis-films. Het kenmerkte Helen Shapiro, Danny Williams, Shane Fenton en Bobby Vee, die verscheen met The Vernons Girls. De hitsingle uit de film was Once Upon a Dream. Er waren andere opmerkelijke optredens van verschillende Britse acteurs en artiesten zoals Richard Wattis, Lionel Blair en Dennis Price.
Fury's We Want Billy! (1963) was een van de eerste livealbums in de Britse rockgeschiedenis en bevatte vertolkingen van zijn hits en covers van verschillende r&b-nummers zoals Unchain My Heart.
In 1965 verscheen hij in de film I've Gotta Horse, waarin ook zijn begeleidingsband The Gamblers, The Bachelors, Amanda Barrie, Michael Medwin en Jon Pertwee te zien waren. Het album van de film werd in stereo beschikbaar gesteld. Fury verliet Decca Records in 1966, na ondertekening van een vijfjarig platencontract bij Parlophone.
Na meer Britse hits te hebben gehad, zoals It's Only Make Believe en I Will (beide 1964, geschreven door Dick Glasser, niet te verwarren met het nummer van Paul McCartney) en In Thoughts of You (1965), was Fury in 1967 een langere tijd afwezig uit de hitlijsten en onderging een operatie voor hartproblemen in 1972 en 1976, wat leidde tot zijn stoppen met toeren. Ondanks dat hij vele weken in de hitparades heeft gestaan, behaalde Fury nooit een nummer één single, maar hij bleef populair, zelfs nadat zijn hits stopten. I Will werd een Amerikaanse hit voor Dean Martin (1965) en voor Ruby Winters (1977).

### Latere jaren
In 1973 kwam Fury uit een periode van semi-pensionering om te schitteren als Stormy Tempest in de film That'll Be the Day. Ook met David Essex en Ringo Starr in de hoofdrol, was het ongeveer gebaseerd op de vroege dagen van The Beatles. Starr kwam net als Fury uit het Dingle-gebied van Liverpool en had oorspronkelijk drums gespeeld voor Rory Storm & the Hurricanes, naar wie de Stormy Tempest-groep zou zijn gemodelleerd.
Halverwege de jaren 1970 ging Fury op pad met Marty Wilde. Buiten de schijnwerpers richtte hij zich op het behoud van wilde dieren. Fury's gezondheid verslechterde en hij onderging twee openhartoperaties - de eerste was in 1972 en de tweede in 1976. In 1978 werd Fury failliet verklaard wegens onbetaalde belastingen aan de Belastingdienst. De belastingen dateerden van 1962 en bedroegen £ 16.780. Fury werd ook gedwongen om zijn royalty's en publicatie-inkomsten over te maken. De nieuwe publicatie Be Mine Tonight (1981) slaagde er niet in om zich te plaatsen in de UK Singles Chart. Erger was dat in maart 1981 Fury, die op zijn eigen boerderij werkte, instortte en bijna overleed. Later dat jaar keerde hij terug naar het toeren en zijn volgende twee singles Love or Money en Devil or Angel schampten de Britse hitlijst.
In 1981 en 1982 werd Fury gecontracteerd bij Polydor Records door A&R-man Frank Neilson en nam het comeback-album The One and Only (postuum uitgebracht) op met producent Stuart Colman van Shakin' Stevens. Vanwege zijn gezondheid ging Fury weinig toeren om het nieuwe album te promoten. Zijn laatste publieke optreden was in de Sunnyside pub in Northampton op 4 december 1982. Een paar dagen voordat hij overleed, nam Fury een liveoptreden op voor de Channel 4 tv-show Unforgettable met zes van zijn oude hits, hoewel op verzoek van zijn moeder er slechts vier werden uitgezonden.

## Privéleven en overlijden
Fury was een fervent vogelaar. Hij woonde van 1959 tot 1967 samen met zakenvrouw Lee Everett Alkin, beter bekend als 'Lady Lee' Middleton. Gedurende deze tijd had hij een korte relatie met actrice Amanda Barrie, zijn co-ster in I've Gotta Horse. Fury ging van Liverpool naar Londen (zoals The Beatles) en hij woonde op nummer 1 Cavendish Avenue, dezelfde straat als Paul McCartney. Hij wordt daar herdacht en geëerd met een blauwe plaquette.
Fury trouwde in mei 1969 met Judith Hall, maar verliet haar later voor erfgename Lisa Voice. Ze woonden samen in Londen en soms op Fury's boerderij in Wales van 1971 tot aan zijn dood, hoewel ze de afgelopen twee jaar een gescheiden leven leidden.
Zijn gezondheidstoestand begon te verslechteren. Zo nu en dan had hij reeds eerder zijn optredens moeten inkorten. Reeds als kind leed Fury aan een hartafwijking, waaraan hij in 1971 werd geopereerd. Fury beleefde depressies en had alcohol- en financiële problemen. In 1976 volgde een tweede hartoperatie. In maart 1982 had hij een zware hartinfarct met verlammingsverschijnselen en tijdelijke blindheid. Billy Fury overleed op 28 januari 1983 op 42-jarige leeftijd aan de gevolgen van zijn zwakke hart.

## Discografie

### Singles
- 1959: Maybe Tomorrow / Gonna Type a Letter
- 1959: Margo / Don't Knock Upon My Door
- 1959: Angel Face / Time Has Come
- 1959: My Christmas Prayer / Last Kiss
- 1960: Colette / Baby How I Cried
- 1960: That's Love / You Don't Know
- 1960: Wondrous Place / Alright Goodbye
- 1960: A Thousand Stars / Push Push
- 1961: Don't Worry / Talkin' in My Sleep
- 1961: Halfway to Paradise / Cross My Heart
- 1961: Jealousy / Open Your Arms
- 1961: I'd Never Find Another You / Sleepless Nights
- 1962: Letter Full of Tears / Magic Eyes
- 1962: Last Night Was Made for Love / A King for Tonight
- 1962: Once Upon a Dream / If I Lose You
- 1962: Because of Love / Running Around
- 1963: Like I've Never Been Gone / What Do You Think You're Doing
- 1963: When Will You Say: I Love You? / All I Wanna Do Is Cry
- 1963: In Summer / I'll Never Fall in Love Again
- 1963: Somebody Else's Girl / Go Ahead and Ask Her
- 1963: Do You Really Love Me Too? / What Am I Going to Do
- 1964: I Will / Nothin' Shakin'
- 1964: It's Only Make Believe / Baby What Do You Want Me to Do
- 1964: Hippy Hippy Shake / Glad All Over (exportkopie voor de Scandinavische markt met twee verschillende fotocovers)
- 1965: I'm Lost Without You / You Better Believe It Baby
- 1965: In Thoughts of You / Away from You
- 1965: Run to My Lovin' Arms / Where Do You Run
- 1966: I'll Never Quite Get Over You / I Belong to the Wind
- 1966: Don't Let a Little Pride Stand in Your Way / Didn't See the Real Thing Come Along
- 1966: Give Me Your Word / She's So Far Out She's In
- 1967: Hurtin' Is Loving / Things Are Changing
- 1967: Loving You / I'll Go Along With It
- 1967: Suzanne in the Mirror / It Just Don't Matter Now
- 1968: Beyond the Shadow of a Doubt / Baby Do You Love Me
- 1968: Silly Boy Blue / One Minute Woman
- 1968: Phone Box / Any Morning Now
- 1968: Lady / Certain Things
- 1969: I Call for My Rose / Bye Bye
- 1969: All the Way to the USA / Do My Best for You
- 1970: Why Are You Leaving? / Old Sweet Roll
- 1970: Paradise Alley / Well Alright
- 1972: Will the Real Man Stand Up? / At This Stage
- 1974: I'll Be Your Sweetheart / Fascinating Candle Flame
- 1976: Halfway to Paradise / Turn My Back on You
- 1978: Jealousy / Last Night Was Made for Love
- 1979: Don't Knock Upon My Door / Margo
- 1979: Gonna Type a Letter / Maybe Tomorrow
- 1981: Be Mine Tonight / No Trespassers (fotocover)
- 1982: Love or Money / Love Sweet Love (fotocover)
- 1982: Devil or Angel / Don't Tell Me Lies (fotocover)
- 1983: Halfway to Paradise / Cross My Heart (fotocover)
- 1983: Devil or Angel / Lost Without You (flexidisc, gratis bijlage bij het Tribute To Billy Fury Book)
- 1983: Let Me Go Lover / Your Words (slechts 200 exemplaren geperst,fotocover)
- 1983: Forget Him / Your Words (fotocover)
- 1983: Halfway to Paradise / Last Night Was Made for Love
- 1983: Halfway to Paradise / Last Night Was Made for Love (fotocover)
- 1983: Jealoousy / I Will

### Ep's
- 1959: Maybe Tomorrow
- 1961: Billy Fury
- 1962: Billy Fury No 2
- 1962: Play It Cool
- 1962: Billy Fury Hits
- 1963: Discs-A-Gogo (verschillende artiesten – Billy Fury vertegenwoordigd met Don't Walk Away)
- 1963: Billy Fury and The Tornados
- 1963: Am I Blue
- 1965: Billy Fury and The Gamblers
- 1973: Long Live Rock (verschillende artiesten – Billy Fury vertegenwoordigd met Long Live Rock en A Thousand Stars)
- 1982: Single Heroes (verschillende artiesten – Billy Fury vertegenwoordigd met Wondrous Place)
- 1983: My Christmas Prayer
- 1985: Suzanne in the Mirror

### Albums
- 1960: Sound of Fury
- 1960: Billy Fury
- 1961: Halfway to Paradise
- 1963: Billy
- 1963: We Want Billy (MONO)
- 1963: We Want Billy (STEREO)
- 1965: I've Gotta Horse
- 1967: Best of Billy Fury
- 1972: World of Billy Fury
- 1977: The Billy Fury Story
- 1979: Billy Fury – The Golden Years
- 1980: World of Billy Fury, Volume 2
- 1981: Sound of Fury, nieuwe editie van: The Sound of Fury uit 1960
- 1982: Hit Parade
- 1983: Billy Fury in Interview With Stuart Coleman (slechts 200 kopieën)
- 1983: We Want Billy, nieuwe editie van: We Want Billy uit 1963
- 1983: The One and Only Billy Fury
- 1983: Memories, nieuwe editie van Billy Fury – The Golden Years
- 1983: The Missing Years 1967–80
- 1984: Loving You
- 1984: The Other Side of Billy Fury
- 1985: Sticks 'n' Stones
- 1985: The EP Collection
- 1986: Billy, nieuwe editie van: Billy uit 1963
- 1986: Billy Fury, nieuwe editie van: Billy Fury uit 1960
- 1986: Halfway to Paradise, nieuwe editie van: Halfway to Paradise uit 1961
- 1987: The Collection
- 1987: Hit Parade, nieuwe editie van: Hit Parade uit 1982
- 1987: The Best of Billy Fury, (nieuwe editie van: B. F. – The Golden Years – 1983)
- 1987: The Very Best of Billy Fury (cd)
- 1988: The Sound of Fury + 10, nieuwe cd-editie van Sound of Fury met 10 extra songs
- 1992: Billy Fury – The Collection
- 1993: The Other Side of Billy Fury (cd)
- 1998: The 40th Anniversary Anthology (cd)
- 2000: The Sound of Fury, nieuwe editie van: The Sound of Fury uit 1960 en 1981
- 2000: Wondrous Place Live (cd)
- 2000: The Sound of Fury (cd)
- 2000: Billy Fury Unplugged

- Bibliothèque nationale de France: cb140062430 (data)
- Gemeinsame Normdatei: 134379993
- International Standard Name Identifier: 0000 0000 5516 3916
- Library of Congress Control Number: no98011735
- MusicBrainz: 0554256d-9f58-48f7-8e17-a3768eb1437d
- Nederlandse Thesaurus van Auteursnamen: 071494286
- Virtual International Authority File: 19877491
- WorldCat: E39PBJgCHYXQgrRCvB67RdR3Qq